# Диоксибромид ниобия(V)
Диоксибромид ниобия(V) — неорганическое соединение, 
оксосоль металла ниобия и бромистоводородной кислоты
с формулой NbO2Br,
коричневые кристаллы.

## Получение
- Нагревание смеси оксида ниобия(V), брома и ниобия в градиенте температур:

{\displaystyle {\mathsf {4Nb_{2}O_{5}+2Nb+5Br_{2}\ {\xrightarrow {T}}\ 10NbO_{2}Br}}}

## Физические свойства
Диоксибромид ниобия(V) образует желтые игольчатые кристаллы.